# Otto von Strössenreuther
Otto Strössenreuther, ab 1910 Ritter von Strössenreuther, (* 4. September 1865 in Bayreuth; † 11. März 1958 in München) war ein bayerischer Verwaltungsbeamter. Von 1916 bis 1933 war er Regierungspräsident von Oberfranken.

## Leben
Strössenreuther trat nach dem Jurastudium in München und Militärdienst 1887/88 als Einjährig-Freiwilliger beim 5. Infanterie-Regiment in Bamberg in bayerische Staatsdienste (1891 Staatskonkurs mit Note I 14/28). 1901 wurde er Regierungsrat. Von 1906 bis 1916 war er Stellvertretender Bevollmächtigter Bayerns zum Bundesrat. 1910 wurde er als Ritter von Strössenreuther nobilitiert. 1911 erhielt er Titel und Rang eines Ministerialdirektors, 1912 Titel und Rang eines Staatsrats im ao. Dienst und 1915 das Prädikat Exzellenz. Er war von 1916 bis zu seinem Eintritt in den Ruhestand am 1. Januar 1933 Regierungspräsident von Oberfranken. Auch im Ruhestand verfasste er noch juristische Kommentare u. a. in der NJW.
Er war seit 1901 verheiratet mit Emmy geb. Pöhlmann und hatte drei Kinder.
Seit dem Studium war er Mitglied der Studentenverbindung Akademischer Gesangverein München im SV.